# 라타나와라반과일박쥐
라타나와라반과일박쥐(Megaerops niphanae)는 큰박쥐과에 속하는 박쥐의 일종이다. 인도와 태국, 베트남에서 발견된다.